# Summer Girls
Summer Girls es una canción del grupo de pop rap estadounidense Lyte Funkie Ones. Fue lanzada en junio de 1999 como el primer sencillo de su álbum LFO. La canción llegó a ingresar en el Top 30 en los Estados Unidos en julio de ese año y alcanzó su máxima posición en las listas cuando llegó al número tres en agosto.

## Antecedentes y contenido
La canción fue escrita por Rich Cronin, Dow Brain y  Brad Young. Cronin dijo que la canción incluía numerosas bromas internas, y que nunca anticipó su éxito. Dijo que esto se debía a que la canción fue hecha estrictamente para un demo, pero se filtró a WWZZ, una estación de radio top 40 de Washington D. C.. Dale O'Brien de la estación de radio obtuvo una copia sin mezclar de Kelly Schweinsberg, el gerente general de la primera disquera de LFO, Logic Records. La escuchó y unos días después, "quedó boquiabierto, y la canción fue añadida en menos de un segundo". Muchas de las rimas de la canción parecen haber sido insertadas al azar. La fórmula consiste a menudo en una línea sobre una relación de verano de Cronin con una chica, seguida de otra línea non sequitur que rima. La canción es considerada como la más popular del grupo.
Summer Girls es por lo general identificada por las líneas en el coro: "I like girls that wear Abercrombie and Fitch" (en español, "Me gustan las chicas que visten Abercrombie and Fitch") y "You look like a girl from Abercrombie and Fitch" (en español, "Pareces una chica de Abercrombie and Fitch". La canción también fue parte de la película Longshot, en la cual actuó LFO.
La canción también tiene gran número de referencias culturales de los años 1980 y principios de los 1990, entre ellos: Cherry Coke, Macaulay Culkin en Home Alone, Alex P. Keaton, New Edition, Kevin Bacon en Footloose, New Kids on the Block, Beastie Boys, Larry Bird, William Shakespeare, Abercrombie and Fitch, Michael J Fox, Cherry Pez, Paul Revere, Mr. Limpet, Comida china, pogo sticks, Candy Girl, The Color Purple y Fun Dip.

## Video musical
El video musical fue dirigido por Marcus Raboy y fue lanzado el 20 de julio de 1999.

## En la cultura popular
El rapero Eminem hizo una parodia del coro de la canción en su pista "Marshall Mathers" en su álbum del año 2000 The Marshall Mathers LP.
Summer Girls fue certificada platino por la RIAA y alcanzó el puesto número uno en el Billboard Hot Single Sales en 1999. En 2010 la revista Billboard la nombró la 16.ª canción más popular de verano de todos los tiempos. Por otro lado, Matthew Wilkening de AOL Radio la ubicó en el puesto #53 de la lista de las 100 Peores Canciones de la Historia, indicando que el "El estilo de escritura de lo primero que salga de la cabeza se debería dejar para pensadores un poco más profundos."

## Lista de canciones
Sencillo EE. UU.
1. "Summer Girls" – 4:17
2. "Summer Girls" (instrumental) – 4:17
3. "Can't Have You" – 4:02

Sencillo europeo
1. "Summer Girls" – 4:17
2. "Summer Girls" (instrumental) – 4:17
3. "Summer Girls" (video) – 4:17

## Listas
| Lista (1999)              | Posición máxima |
| ------------------------- | --------------- |
| Australian Singles Chart  | 71              |
| Canadian Singles Chart    | 18              |
| German Singles Chart      | 56              |
| Netherlands Singles Chart | 79              |
| New Zealand Singles Chart | 14              |
| Swedish Singles Chart     | 36              |
| UK Singles Chart          | 16              |
| U.S. Billboard Hot 100    | 3               |

| Lista de fin de año (1999) | Posición |
| -------------------------- | -------- |
| U.S. Billboard Hot 100     | 38       |